# Isaac Lipschits
Pour les articles homonymes, voir Lipschitz.
Isaac Lipschits, né le 19 novembre 1930 à Rotterdam, Pays-Bas et mort le 24 mai 2008 à Groningue, Pays-Bas, est un historien et politologue néerlandais et un survivant de la Shoah.

## Historique
Isaac Lipschits est issu d'une famille juive de Rotterdam. Au cours de la Seconde Guerre mondiale, il est le seul rescapé, avec un jeune frère, Alex, des membres de sa famille,. Il a du vivre dans la clandestinité à partir de 1942. Les autres membres de la famille ont été tués dans les camps de concentration et d'extermination en Europe de l'Est.
Après la guerre, il a étudié les sciences politiques à l'université d'Amsterdam et à Paris. Puis il a commencé à enseigner  dans diverses universités aux Pays-Bas et en Israël. De 1973 à 1990, il a rejoint l'université de Groningen, comme professeur d'histoire contemporaine. Il a été aussi le fondateur du Documentatiecentrum Nederlandse Politieke Partijen (DNPP), département de cette université réunissant une documentation sur les partis politiques aux Pays-Bas.
Isaac Lipschits a écrit plusieurs ouvrages, d'une part sur les questions politiques, d'autre part sur la communauté juive aux Pays-Bas après la guerre. Il a également fait des traductions, telle que la traduction de l’œuvre Le Capital de l'économiste et philosophe allemand Karl Marx. Il a enquêté sur la spoliation des biens des familles juives pendant la guerre. Il a élaboré sur Internet un monument numérique dédié à la communauté juive des Pays-Bas. On y trouve un portrait de beaucoup de déportés : nom, adresse, profession, mobilier, livres, instruments de musique ou œuvres d'art qu'ils pouvaient posséder,.
Il a rédigé également un document, Onbestelbaar, titre que l'on peut traduire par Inconnu à cette adresse, à la mémoire des juifs tuées et déportés à Rotterdam pendant la guerre. Le document prend la forme d'une longue lettre fictive, de 76 pages, à sa mère. Un éditeur, Verbum, et le Comité Auschwitz néerlandais, aidés par la mairie de Rotterdam, ont pris l'initiative, début 2008, de remettre gratuitement ce livre à tous les habitants de Rotterdam à l'occasion de l'anniversaire de la libération du camp d'Auschwitz.
Il est mort quelques mois plus tard, à l'âge de 77 ans.

## Œuvres
- 1962 : La politique de la France au Levant 1939-1941 (thèse)
- 1966 : Honderd jaar NIW: het Nieuw Israëlietisch Weekblad, 1865-1965
- 1971 : Simulaties in de internationale politiek
- 1977 : Politieke stromingen in Nederland: inleiding tot de geschiedenis van de Nederlandse politieke partijen
- 1977 : Ontstaansgeschiedenis van de Nederlandse politieke partijen
- 1977 e.v.: Verkiezingsprogramma's 1977, 1981, 1986, 1989, 1994, 1998: verkiezingen voor de Tweede Kamer der Staten-Generaal
- 1992 : Onbestelbaar: herinneringen in briefvorm
- 1997 : Tsedaka: een halve eeuw Joods Maatschappelijk Werk in Nederland
- 2001 : De kleine sjoa: Joden in naoorlogs Nederland
- 2004 : Rafael Gerstenfeld. 1900-1976: een man van goede daden

## Traduction
- 1967 : traduction néerlandaise du Livre I de l’œuvre de Karl Marx, Le Capital, chez C. de Boer & Paul Brand, Hilversum & Antwerpen.